# Campeonato Europeu de Voleibol Masculino Sub-22 de 2022
O Campeonato Europeu de Voleibol Masculino Sub-22 de 2022 foi a 1ª edição deste torneio organizado pela Confederação Europeia de Voleibol (CEV). O torneio ocorreu de 19 de maio a 17 de julho. A fase final foi sediada na cidade de Tarnów, na Polônia.
A seleção italiana conquistou o título inaugural desta competição ao vencer a seleção francesa na final por 3 sets a 1. Na disputa pela medalha de bronze, a seleção polonesa derrotou a seleção turca por 3 sets a 1 e completou o pódio. O levantador italiano Paolo Porro foi eleito o melhor jogador da competição.

## Equipes participantes
As equipes foram alocadas de acordo com o último ranking da CEV da categoria Sub-19/Sub-20 de 7 de dezembro de 2020. A seleção organizadora do torneio na fase classificatória foi alocado como líder do grupo. Com base no número de equipes inscritas, foram organizados 6 grupos: 5 grupos com 4 equipes e 1 grupo com 3 equipes.
| Grupo A Itália   | Grupo B Letônia | Grupo C Turquia |
| ---------------- | --------------- | --------------- |
| Itália           | Letônia         | Turquia         |
| Portugal         | Sérvia          | Ucrânia         |
| Israel           | Ilhas Feroé     | Dinamarca       |
| Irlanda          |                 | Islândia        |
| Grupo D Bulgária | Grupo E Kosovo  | Grupo F Albânia |
| Bulgária         | Kosovo          | Albânia         |
| França           | Azerbaijão      | Montenegro      |
| Hungria          | Eslováquia      | Áustria         |
|                  | Países Baixos   |                 |

## Regulamento
O torneio foi divido na fase classificatória e na fase final. Na fase classificatória, em cada grupo, a equipe em primeiro lugar se classificou para a fase final e a vaga restante foi preenchida pela segunda melhor equipe classificada em todos os grupos. O método para definir a melhor segunda equipe ao enfrentar um número não igual de equipes nas chaves, descartou-se os resultados das partidas com a equipe mais baixa colocada para comparar todos os desempenhos dos vice-campeões com base em um número igual de partidas.
A fase final foi disputada com duas chaves de quatro equipes cada. As duas equipes mais bem colocadas de cada chave seguiram para as semifinais e todas as equipes restantes deixaram o torneio. No último dia aconteceram as partidas das medalhas de bronze e ouro.

### Critérios de desempate
1. Número de vitórias
2. Número de pontos
3. Razão dos sets
4. Razão dos pontos
5. Resultado da última partida entre os times empatados

Partidas terminadas em 3–0 ou 3–1: 3 pontos para o vencedor, 0 pontos para o perdedor;

Partidas terminadas em 3–2: 2 pontos para o vencedor, 1 ponto para o perdedor.

## Fase classificatória

### Grupo A
|  | Classificados para a fase final                         |
|  | Classificado para a fase final (2º melhor classificado) |

|     |          |     | Jogos | Jogos | Jogos | Resultados | Resultados | Resultados | Resultados | Resultados | Resultados | Sets | Sets | Sets  | Pontos | Pontos | Pontos |
| Pos | Equipe   | Pts | T     | V     | D     | 3–0        | 3–1        | 3–2        | 2–3        | 1–3        | 0–3        | V    | P    | R     | V      | P      | R      |
| --- | -------- | --- | ----- | ----- | ----- | ---------- | ---------- | ---------- | ---------- | ---------- | ---------- | ---- | ---- | ----- | ------ | ------ | ------ |
| 1   | Itália   | 9   | 3     | 3     | 0     | 3          | 0          | 0          | 0          | 0          | 0          | 9    | 0    | MAX   | 225    | 134    | 1.679  |
| 2   | Israel   | 5   | 3     | 2     | 1     | 1          | 0          | 1          | 0          | 0          | 1          | 6    | 5    | 1.200 | 234    | 191    | 1.225  |
| 3   | Portugal | 4   | 3     | 1     | 2     | 1          | 0          | 0          | 1          | 0          | 1          | 5    | 6    | 0.833 | 219    | 194    | 1.129  |
| 4   | Irlanda  | 0   | 3     | 0     | 3     | 0          | 0          | 0          | 0          | 0          | 3          | 0    | 9    | 0,000 | 66     | 225    | 0.293  |

- Todas as partidas seguem o horário local.

| Data   | Hora  |          | Placar |          | Set 1 | Set 2 | Set 3 | Set 4 | Set 5 | Total  | Relatório |
| ------ | ----- | -------- | ------ | -------- | ----- | ----- | ----- | ----- | ----- | ------ | --------- |
| 20 mai | 16:30 | Israel   | 3–2    | Portugal | 25–20 | 25–13 | 18–25 | 19–25 | 15–7  | 102–90 | Relatório |
| 20 mai | 19:30 | Itália   | 3–0    | Irlanda  | 25–14 | 25–5  | 25–4  |       |       | 75–23  | Relatório |
| 21 mai | 16:30 | Portugal | 3–0    | Irlanda  | 25–6  | 25–6  | 25–5  |       |       | 75–17  | Relatório |
| 21 mai | 19:30 | Israel   | 0–3    | Itália   | 21–25 | 22–25 | 14–25 |       |       | 57–75  | Relatório |
| 22 mai | 16:30 | Irlanda  | 0–3    | Israel   | 10–25 | 7–25  | 9–25  |       |       | 26–75  | Relatório |
| 22 mai | 19:30 | Portugal | 0–3    | Itália   | 21–25 | 18–25 | 15–25 |       |       | 54–75  | Relatório |

### Grupo B
|     |             |     | Jogos | Jogos | Jogos | Resultados | Resultados | Resultados | Resultados | Resultados | Resultados | Sets | Sets | Sets  | Pontos | Pontos | Pontos |
| Pos | Equipe      | Pts | T     | V     | D     | 3–0        | 3–1        | 3–2        | 2–3        | 1–3        | 0–3        | V    | P    | R     | V      | P      | R      |
| --- | ----------- | --- | ----- | ----- | ----- | ---------- | ---------- | ---------- | ---------- | ---------- | ---------- | ---- | ---- | ----- | ------ | ------ | ------ |
| 1   | Sérvia      | 6   | 2     | 2     | 0     | 2          | 0          | 0          | 0          | 0          | 0          | 6    | 0    | MAX   | 150    | 90     | 1.667  |
| 2   | Letônia     | 3   | 2     | 1     | 1     | 1          | 0          | 0          | 0          | 0          | 1          | 3    | 3    | 1,000 | 128    | 124    | 1.032  |
| 3   | Ilhas Feroé | 0   | 2     | 0     | 2     | 0          | 0          | 0          | 0          | 0          | 2          | 0    | 6    | 0,000 | 86     | 150    | 0.573  |

- Todas as partidas seguem o horário local.

| Data   | Hora  |             | Placar |             | Set 1 | Set 2 | Set 3 | Set 4 | Set 5 | Total | Relatório |
| ------ | ----- | ----------- | ------ | ----------- | ----- | ----- | ----- | ----- | ----- | ----- | --------- |
| 19 mai | 19:00 | Ilhas Feroé | 0–3    | Letônia     | 18–25 | 12–25 | 19–25 |       |       | 49–75 | Relatório |
| 20 mai | 19:00 | Sérvia      | 3–0    | Ilhas Feroé | 25–13 | 25–13 | 25–11 |       |       | 75–37 | Relatório |
| 21 mai | 16:00 | Letônia     | 0–3    | Sérvia      | 20–25 | 18–25 | 15–25 |       |       | 53–75 | Relatório |

### Grupo C
|     |           |     | Jogos | Jogos | Jogos | Resultados | Resultados | Resultados | Resultados | Resultados | Resultados | Sets | Sets | Sets  | Pontos | Pontos | Pontos |
| Pos | Equipe    | Pts | T     | V     | D     | 3–0        | 3–1        | 3–2        | 2–3        | 1–3        | 0–3        | V    | P    | R     | V      | P      | R      |
| --- | --------- | --- | ----- | ----- | ----- | ---------- | ---------- | ---------- | ---------- | ---------- | ---------- | ---- | ---- | ----- | ------ | ------ | ------ |
| 1   | Turquia   | 9   | 3     | 3     | 0     | 2          | 1          | 0          | 0          | 0          | 0          | 9    | 1    | 9,000 | 248    | 157    | 1.580  |
| 2   | Ucrânia   | 6   | 3     | 2     | 1     | 2          | 0          | 0          | 0          | 1          | 0          | 7    | 3    | 2.333 | 226    | 196    | 1.153  |
| 3   | Dinamarca | 3   | 3     | 1     | 2     | 1          | 0          | 0          | 0          | 0          | 2          | 3    | 6    | 0.500 | 172    | 215    | 0.800  |
| 4   | Islândia  | 0   | 3     | 0     | 3     | 0          | 0          | 0          | 0          | 0          | 3          | 0    | 9    | 0,000 | 149    | 227    | 0.656  |

- Todas as partidas seguem o horário local.

| Data   | Hora  |           | Placar |           | Set 1 | Set 2 | Set 3 | Set 4 | Set 5 | Total | Relatório |
| ------ | ----- | --------- | ------ | --------- | ----- | ----- | ----- | ----- | ----- | ----- | --------- |
| 19 mai | 16:00 | Dinamarca | 0–3    | Ucrânia   | 13–25 | 15–25 | 20–25 |       |       | 48–75 | Relatório |
| 19 mai | 19:30 | Turquia   | 3–0    | Islândia  | 25–9  | 25–11 | 25–14 |       |       | 75–34 | Relatório |
| 20 mai | 16:00 | Ucrânia   | 3–0    | Islândia  | 25–23 | 25–14 | 25–13 |       |       | 75–50 | Relatório |
| 20 mai | 19:30 | Dinamarca | 0–3    | Turquia   | 12–25 | 16–25 | 19–25 |       |       | 47–75 | Relatório |
| 21 mai | 16:00 | Islândia  | 0–3    | Dinamarca | 19–25 | 21–25 | 25–27 |       |       | 65–77 | Relatório |
| 21 mai | 19:30 | Ucrânia   | 1–3    | Turquia   | 25–23 | 14–25 | 18–25 | 19–25 |       | 76–98 | Relatório |

### Grupo D
|     |          |     | Jogos | Jogos | Jogos | Resultados | Resultados | Resultados | Resultados | Resultados | Resultados | Sets | Sets | Sets  | Pontos | Pontos | Pontos |
| Pos | Equipe   | Pts | T     | V     | D     | 3–0        | 3–1        | 3–2        | 2–3        | 1–3        | 0–3        | V    | P    | R     | V      | P      | R      |
| --- | -------- | --- | ----- | ----- | ----- | ---------- | ---------- | ---------- | ---------- | ---------- | ---------- | ---- | ---- | ----- | ------ | ------ | ------ |
| 1   | França   | 6   | 2     | 2     | 0     | 2          | 0          | 0          | 0          | 0          | 0          | 6    | 0    | MAX   | 150    | 105    | 1.429  |
| 2   | Bulgária | 3   | 2     | 1     | 1     | 1          | 0          | 0          | 0          | 0          | 1          | 3    | 3    | 1,000 | 132    | 120    | 1.100  |
| 3   | Hungria  | 0   | 2     | 0     | 2     | 0          | 0          | 0          | 0          | 0          | 2          | 0    | 6    | 0,000 | 93     | 150    | 0.620  |

- Todas as partidas seguem o horário local.

| Data   | Hora  |          | Placar |          | Set 1 | Set 2 | Set 3 | Set 4 | Set 5 | Total | Relatório |
| ------ | ----- | -------- | ------ | -------- | ----- | ----- | ----- | ----- | ----- | ----- | --------- |
| 19 mai | 17:30 | França   | 3–0    | Hungria  | 25–17 | 25–17 | 25–14 |       |       | 75–48 | Relatório |
| 20 mai | 17:30 | Bulgária | 0–3    | França   | 14–25 | 22–25 | 21–25 |       |       | 57–75 | Relatório |
| 21 mai | 16:00 | Hungria  | 0–3    | Bulgária | 16–25 | 18–25 | 11–25 |       |       | 45–75 | Relatório |

### Grupo E
|     |               |     | Jogos | Jogos | Jogos | Resultados | Resultados | Resultados | Resultados | Resultados | Resultados | Sets | Sets | Sets  | Pontos | Pontos | Pontos |
| Pos | Equipe        | Pts | T     | V     | D     | 3–0        | 3–1        | 3–2        | 2–3        | 1–3        | 0–3        | V    | P    | R     | V      | P      | R      |
| --- | ------------- | --- | ----- | ----- | ----- | ---------- | ---------- | ---------- | ---------- | ---------- | ---------- | ---- | ---- | ----- | ------ | ------ | ------ |
| 1   | Países Baixos | 9   | 3     | 3     | 0     | 2          | 1          | 0          | 0          | 0          | 0          | 9    | 1    | 9,000 | 246    | 201    | 1.224  |
| 2   | Eslováquia    | 6   | 3     | 2     | 1     | 2          | 0          | 0          | 0          | 0          | 1          | 6    | 3    | 2,000 | 213    | 159    | 1.340  |
| 3   | Azerbaijão    | 3   | 3     | 1     | 2     | 1          | 0          | 0          | 0          | 1          | 1          | 4    | 6    | 0.667 | 212    | 219    | 0.968  |
| 4   | Kosovo        | 0   | 3     | 0     | 3     | 0          | 0          | 0          | 0          | 0          | 3          | 0    | 9    | 0,000 | 133    | 225    | 0.591  |

- Todas as partidas seguem o horário local.

| Data   | Hora  |               | Placar |               | Set 1 | Set 2 | Set 3 | Set 4 | Set 5 | Total | Relatório |
| ------ | ----- | ------------- | ------ | ------------- | ----- | ----- | ----- | ----- | ----- | ----- | --------- |
| 20 mai | 16:00 | Países Baixos | 3–0    | Eslováquia    | 25–22 | 25–20 | 25–21 |       |       | 75–63 | Relatório |
| 20 mai | 19:00 | Azerbaijão    | 3–0    | Kosovo        | 25–17 | 25–11 | 25–20 |       |       | 75–48 | Relatório |
| 21 mai | 16:00 | Eslováquia    | 3–0    | Kosovo        | 25–8  | 25–13 | 25–13 |       |       | 75–34 | Relatório |
| 21 mai | 19:00 | Países Baixos | 3–1    | Azerbaijão    | 21–25 | 25–23 | 25–18 | 25–21 |       | 96–87 | Relatório |
| 22 mai | 16:00 | Kosovo        | 0–3    | Países Baixos | 17–25 | 19–25 | 15–25 |       |       | 51–75 | Relatório |
| 22 mai | 19:00 | Eslováquia    | 3–0    | Azerbaijão    | 25–16 | 25–21 | 25–13 |       |       | 75–50 | Relatório |

### Grupo F
|     |            |     | Jogos | Jogos | Jogos | Resultados | Resultados | Resultados | Resultados | Resultados | Resultados | Sets | Sets | Sets  | Pontos | Pontos | Pontos |
| Pos | Equipe     | Pts | T     | V     | D     | 3–0        | 3–1        | 3–2        | 2–3        | 1–3        | 0–3        | V    | P    | R     | V      | P      | R      |
| --- | ---------- | --- | ----- | ----- | ----- | ---------- | ---------- | ---------- | ---------- | ---------- | ---------- | ---- | ---- | ----- | ------ | ------ | ------ |
| 1   | Áustria    | 5   | 2     | 2     | 0     | 1          | 0          | 1          | 0          | 0          | 0          | 6    | 2    | 3,000 | 183    | 158    | 1.158  |
| 2   | Montenegro | 4   | 2     | 1     | 1     | 1          | 0          | 0          | 1          | 0          | 0          | 5    | 3    | 1.667 | 180    | 165    | 1.091  |
| 3   | Albânia    | 0   | 2     | 0     | 2     | 0          | 0          | 0          | 0          | 0          | 2          | 0    | 6    | 0,000 | 114    | 154    | 0.740  |

- Todas as partidas seguem o horário local.

| Data   | Hora  |            | Placar |            | Set 1 | Set 2 | Set 3 | Set 4 | Set 5 | Total   | Relatório |
| ------ | ----- | ---------- | ------ | ---------- | ----- | ----- | ----- | ----- | ----- | ------- | --------- |
| 20 mai | 18:00 | Áustria    | 3–0    | Albânia    | 25–18 | 25–16 | 25–23 |       |       | 75–57   | Relatório |
| 21 mai | 18:00 | Montenegro | 2–3    | Áustria    | 25–23 | 20–25 | 22–25 | 25–20 | 9–15  | 101–108 | Relatório |
| 22 mai | 18:00 | Albânia    | 0–3    | Montenegro | 27–29 | 12–25 | 18–25 |       |       | 57–79   | Relatório |

## Fase final
O sorteio dos grupos da fase final ocorreu no dia 1 de junho.
| Grupo I | Grupo II      |
| ------- | ------------- |
| Polônia | Itália        |
| França  | Países Baixos |
| Sérvia  | Turquia       |
| Áustria | Montenegro    |

### Grupo I
|  | Classificados para as semifinais |

|     |         |     | Jogos | Jogos | Jogos | Resultados | Resultados | Resultados | Resultados | Resultados | Resultados | Sets | Sets | Sets  | Pontos | Pontos | Pontos |
| Pos | Equipe  | Pts | T     | V     | D     | 3–0        | 3–1        | 3–2        | 2–3        | 1–3        | 0–3        | V    | P    | R     | V      | P      | R      |
| --- | ------- | --- | ----- | ----- | ----- | ---------- | ---------- | ---------- | ---------- | ---------- | ---------- | ---- | ---- | ----- | ------ | ------ | ------ |
| 1   | França  | 6   | 3     | 3     | 0     | 0          | 0          | 3          | 0          | 0          | 0          | 9    | 6    | 1.500 | 329    | 323    | 1.019  |
| 2   | Polônia | 7   | 3     | 2     | 1     | 2          | 0          | 0          | 1          | 0          | 0          | 8    | 3    | 2.667 | 272    | 238    | 1.143  |
| 3   | Sérvia  | 4   | 3     | 1     | 2     | 1          | 0          | 0          | 1          | 0          | 1          | 5    | 6    | 0.833 | 244    | 257    | 0.949  |
| 4   | Áustria | 1   | 3     | 0     | 3     | 0          | 0          | 0          | 1          | 0          | 2          | 2    | 9    | 0.222 | 237    | 264    | 0.898  |

- Todas as partidas seguem o horário local.

| Data   | Hora  |         | Placar |         | Set 1 | Set 2 | Set 3 | Set 4 | Set 5 | Total   | Relatório |
| ------ | ----- | ------- | ------ | ------- | ----- | ----- | ----- | ----- | ----- | ------- | --------- |
| 12 jul | 14:30 | Sérvia  | 3–0    | Áustria | 27–25 | 26–24 | 25–23 |       |       | 78–72   | Relatório |
| 12 jul | 19:30 | Polônia | 2–3    | França  | 25–15 | 22–25 | 22–25 | 28–26 | 20–22 | 117–113 | Relatório |
| 13 jul | 14:30 | Áustria | 2–3    | França  | 25–23 | 25–20 | 20–25 | 23–25 | 10–15 | 103–108 | Relatório |
| 13 jul | 19:30 | Sérvia  | 0–3    | Polônia | 20–25 | 25–27 | 18–25 |       |       | 63–77   | Relatório |
| 14 jul | 14:30 | França  | 3–2    | Sérvia  | 27–29 | 25–18 | 25–19 | 16–25 | 15–12 | 108–103 | Relatório |
| 14 jul | 19:30 | Áustria | 0–3    | Polônia | 19–25 | 26–28 | 17–25 |       |       | 62–78   | Relatório |

### Grupo II
|     |               |     | Jogos | Jogos | Jogos | Resultados | Resultados | Resultados | Resultados | Resultados | Resultados | Sets | Sets | Sets  | Pontos | Pontos | Pontos |
| Pos | Equipe        | Pts | T     | V     | D     | 3–0        | 3–1        | 3–2        | 2–3        | 1–3        | 0–3        | V    | P    | R     | V      | P      | R      |
| --- | ------------- | --- | ----- | ----- | ----- | ---------- | ---------- | ---------- | ---------- | ---------- | ---------- | ---- | ---- | ----- | ------ | ------ | ------ |
| 1   | Itália        | 9   | 3     | 3     | 0     | 2          | 1          | 0          | 0          | 0          | 0          | 9    | 1    | 9,000 | 251    | 203    | 1.236  |
| 2   | Turquia       | 5   | 3     | 2     | 1     | 1          | 0          | 1          | 0          | 1          | 0          | 7    | 5    | 1.400 | 276    | 257    | 1.074  |
| 3   | Países Baixos | 4   | 3     | 1     | 2     | 1          | 0          | 0          | 1          | 0          | 1          | 5    | 6    | 0.833 | 226    | 231    | 0.978  |
| 4   | Montenegro    | 0   | 3     | 0     | 3     | 0          | 0          | 0          | 0          | 0          | 3          | 0    | 9    | 0,000 | 163    | 225    | 0.724  |

- Todas as partidas seguem o horário local.

| Data   | Hora  |               | Placar |               | Set 1 | Set 2 | Set 3 | Set 4 | Set 5 | Total  | Relatório |
| ------ | ----- | ------------- | ------ | ------------- | ----- | ----- | ----- | ----- | ----- | ------ | --------- |
| 12 jul | 12:00 | Montenegro    | 0–3    | Países Baixos | 19–25 | 13–25 | 15–25 |       |       | 47–75  | Relatório |
| 12 jul | 17:00 | Itália        | 3–1    | Turquia       | 29–27 | 25–18 | 22–25 | 25–22 |       | 101–92 | Relatório |
| 13 jul | 12:00 | Países Baixos | 2–3    | Turquia       | 19–25 | 18–25 | 25–21 | 25–23 | 9–15  | 96–109 | Relatório |
| 13 jul | 17:00 | Montenegro    | 0–3    | Itália        | 22–25 | 15–25 | 19–25 |       |       | 56–75  | Relatório |
| 14 jul | 12:00 | Turquia       | 3–0    | Montenegro    | 25–22 | 25–17 | 25–21 |       |       | 75–60  | Relatório |
| 14 jul | 17:00 | Países Baixos | 0–3    | Itália        | 19–25 | 19–25 | 17–25 |       |       | 55–75  | Relatório |

### Chaveamento final
|  | Semifinais  | Semifinais |                |   | Final | Final |
|  |             |            |                |   |       |       |
|  | 16 de julho |            |                |   |       |       |
|  |             |            |                |   |       |       |
|  | França      | 3          |                |   |       |       |
|  | França      | 3          | 17 de julho    |   |       |       |
|  | Turquia     | 2          |                |   |       |       |
|  | Turquia     | 2          | França         | 1 |       |       |
|  | 16 de julho |            | França         | 1 |       |       |
|  |             | Itália     | 3              |   |       |       |
|  | Itália      | Itália     | 3              | 3 |       |       |
|  | Itália      |            |                | 3 |       |       |
|  | Polônia     | 2          |                |   |       |       |
|  | Polônia     | 2          | Terceiro lugar |   |       |       |
|  |             |            |                |   |       |       |
|  | 17 de julho |            |                |   |       |       |
|  |             |            |                |   |       |       |
|  | Turquia     | 1          |                |   |       |       |
|  | Turquia     | 1          |                |   |       |       |
|  | Polônia     | 3          |                |   |       |       |

- Todas as partidas seguem o horário local.

### Semifinais
| Data   | Hora  |        | Placar |         | Set 1 | Set 2 | Set 3 | Set 4 | Set 5 | Total  | Relatório |
| ------ | ----- | ------ | ------ | ------- | ----- | ----- | ----- | ----- | ----- | ------ | --------- |
| 16 jul | 17:00 | França | 3–2    | Turquia | 25–23 | 22–25 | 12–25 | 25–23 | 15–13 | 99–109 | Relatório |
| 16 jul | 20:00 | Itália | 3–2    | Polônia | 15–25 | 25–21 | 19–25 | 25–16 | 15–13 | 99–100 | Relatório |

### Terceiro lugar
| Data   | Hora  |         | Placar |         | Set 1 | Set 2 | Set 3 | Set 4 | Set 5 | Total | Relatório |
| ------ | ----- | ------- | ------ | ------- | ----- | ----- | ----- | ----- | ----- | ----- | --------- |
| 17 jul | 17:00 | Turquia | 1–3    | Polônia | 17–25 | 25–20 | 24–26 | 23–25 |       | 89–96 | Relatório |

### Final
| Data   | Hora  |        | Placar |        | Set 1 | Set 2 | Set 3 | Set 4 | Set 5 | Total | Relatório |
| ------ | ----- | ------ | ------ | ------ | ----- | ----- | ----- | ----- | ----- | ----- | --------- |
| 17 jul | 20:00 | França | 1–3    | Itália | 26–24 | 23–25 | 22–25 | 21–25 |       | 92–99 | Relatório |

## Premiações
| Campeonato Europeu Sub-22 de 2022 |
| Itália                            |
| --------------------------------- |
| Itália Campeã (1.º título)        |

### Individuais
Os atletas que se destacaram individualmente foramː
| - Most Valuable Player (MVP) Paolo Porro - Melhor Oposto Ibrahim Lawani - Melhores Ponteiros Tomasso Rinaldi Michał Gierżot | - Melhor Levantador Kellian Motta Paes - Melhores Centrais Francesco Comparoni Karol Urbanowicz - Melhor Líbero Thibault Loubeyre |